# MHk 32 Liptovský Mikuláš
MHk 32 Liptowski Mikulasz (słow. MHk 32 Liptovský Mikuláš) – słowacki klub hokejowy z siedzibą w Liptowskim Mikulaszu, do 2010 występujący w rozgrywkach Slovnaft Extraligi, następnie w 1. lidze.

## Dotychczasowe nazwy
- TJ Sokol Liptovský Mikuláš (1932−39)
- HG Liptovský Mikuláš (1939−1942)
- ŠK Liptovský Mikuláš (1942−1949)
- Sokol Partizán Liptovský Mikuláš (1949−1957)
- Iskra Liptovský Mikuláš (1957−1969)
- ŠK Liptovský Mikuláš (1969−1975)
- Partizán Liptovský Mikuláš (1975−1990)
- HK 32 Liptovský Mikuláš (1990−2008)
- MHk 32 Liptovský Mikuláš (od 2008)

## Sukcesy
- Mistrzostwo 1. ligi (3 razy): 1972, 1974, 1989

## Zawodnicy
Wychowankami klubu są m.in. Milan Jančuška, Michal Mravec, Martin Cibák, Vladimír Urban, Ján Laco, bracia Rudolf Huna, Richard Huna, Róbert Huna, Milan Jurčina, Michel Miklík.